# Độc tài nhân từ

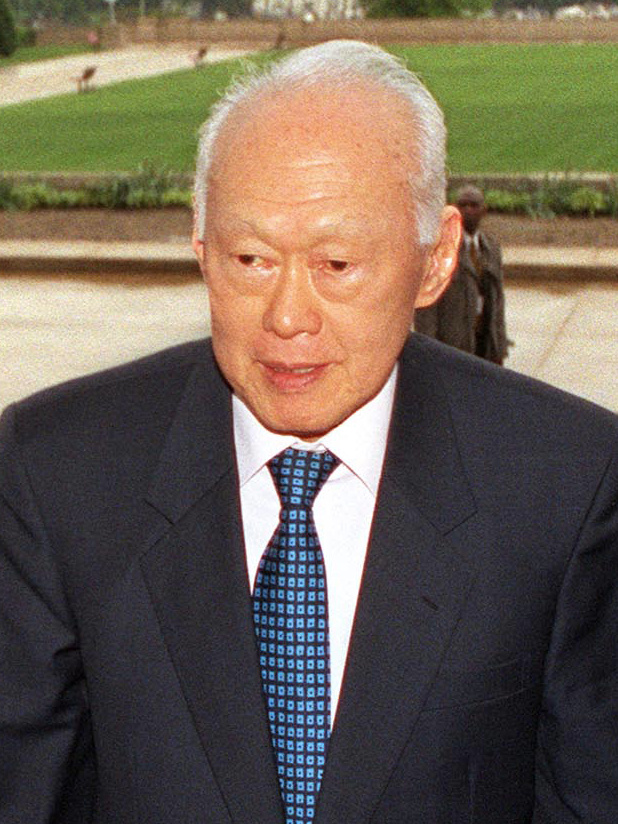
Lý Quang Diệu, cố thủ tướng Singapore trong giai đoạn 1959 - 1990. Người thường được xem là nhà độc tài nhân từ.

Một chế độ độc tài nhân từ đề cập đến một chính phủ trong đó một nhà lãnh đạo độc đoán thực thi quyền lực chính trị tuyệt đối đối với nhà nước nhưng được coi là vì lợi ích của toàn dân, trái ngược với định kiến về sự độc ác của một nhà độc tài. Một nhà độc tài nhân từ có thể cho phép tồn tại phần nào tự do kinh tế hoặc việc ra quyết định dân chủ, như thông qua trưng cầu dân ý hoặc dân chủ đại nghị với quyền lực hạn chế, và thông thường đây là bước chuẩn bị cho quá trình chuyển đổi sang dân chủ thực sự trong hoặc sau nhiệm kỳ của họ. Nó có thể được coi là một hình thức cộng hòa của chế độ chuyên chế giác ngộ.
Danh xưng này đã được áp dụng cho các nhà lãnh đạo như Mustafa Kemal Atatürk của Thổ Nhĩ Kỳ,, Antonio Salazar của Bồ Đào Nha , Josip Broz Tito của Nam Tư, Lý Quang Diệu của Singapore, và Albert René của Seychelles.

## Đặc điểm
Ý tưởng về chế độ độc tài nhân từ có một lịch sử lâu dài, bắt nguồn từ những nhận thức tích cực    về những người cai trị trong thời xa xưa,    thời điểm mà việc lãnh đạo chuyên quyền là một quy chuẩn.    Cách sử dụng hiện đại của thuật ngữ này trong một thế giới hiện đại nơi quy chuẩn đó thiên nhiều về thể chế dân chủ có thể bắt nguồn từ học giả John Stuart Mill trong tác phẩm kinh điển On Liberty (1869). Mặc dù ông ủng hộ quyền dân chủ cho mỗi cá nhân, ông đã đưa ra ngoại lệ cho cái mà ông gọi là các nước đang phát triển ngày đó:
 Chúng ta có thể bác bỏ nhận định rằng sự lạc hậu của xã hội trong đó bản thân chủng tộc có thể được xem như đang trong giai đoạn non trẻ. Chế độ chuyên quyền là [...] hợp pháp [...] trong việc đối phó với những kẻ man rợ, và cải hoán những kẻ này [... ]. Tự do [...] không có chỗ trước khi con người có khả năng tự cải thiện mình bằng sự tự do và thảo luận bình đẳng.
 Nhà độc tài nhân từ cũng là một giáo điều phổ biến vào đầu thế kỷ 20 như là một công cụ hỗ trợ cho các nhà cai trị thực dân. Một quan chức thuộc địa Anh tên là Lord Hailey đã nói vào những năm 1940 "Một khái niệm mới về mối quan hệ của chúng ta... có thể xuất hiện như một phần của phong trào cải thiện các dân tộc lạc hậu trên thế giới." Hailey quan niệm phát triển kinh tế như một sự biện minh cho quyền lực thuộc địa.
Mancur Olson mô tả những nhà độc tài nhân từ là "không giống con sói săn nai sừng tấm, mà giống như người chăn nuôi đảm bảo gia súc của mình được bảo vệ và được cung cấp nước".

## Ví dụ hiện đại

### Mustafa Kemal Atatürk
Trong thời gian lãnh đạo Chiến tranh Độc lập Thổ Nhĩ Kỳ từ 1919 đến 1922 và nhiệm kỳ tổng thống của ông từ 1923 đến 1938, Mustafa Kemal Atatürk được cho là đã loại bỏ ảnh hưởng của ngoại bang khỏi lãnh thổ Ottoman cũ, và được coi là người sáng lập Thổ Nhĩ Kỳ hiện đại. Ông đã chủ trì một loạt các cải cách như cho phép phụ nữ bỏ phiếu, cải cách ruộng đất công nông, loại bỏ Hồi giáo là quốc giáo và thành lập chủ nghĩa thế tục, và thông qua bộ luật hình sự dựa trên phương Tây.

### Lý Quang Diệu
Kể từ khi độc lập vào năm 1959, Singapore đã chuyển đổi từ một xã hội nông nghiệp tương đối kém phát triển và nghèo nàn thành một trong những quốc gia giàu có nhất châu Á, một trung tâm ngân hàng, kinh doanh và vận chuyển quốc tế. Lý Quang Diệu chủ trương cứng rắn và loại bỏ sự ảnh hưởng của cộng sản, trao quyền tự do kinh tế và nhiều quyền dân sự cho nhân dân. Do đó, Singapore dần trở thành một trong Bốn con hổ châu Á. Lý Quang Diệu và chính quyền của ông đã nắm quyền cai trị tuyệt đối đối với chính trị Singapore cho đến năm 1990, trong khi Đảng Hành động Nhân dân của ông vẫn nắm quyền kể từ đó, kiểm soát Singapore như một đảng thống trị. Do đó, ông Lý thường được gọi là 'nhà độc tài nhân từ'. Là một nhà lãnh đạo nắm quyền trong ba mươi mốt năm từ 1959 đến 1990, ông đã thực thi một số luật được coi là độc đoán, và cố gắng triệt tiêu sự đối lập chính trị. Mặc dù vậy, ông vẫn được người Singapore yêu mến vì sự hiện đại hóa Singapore. Peter Popham của The Independent gọi ông Lý là "một trong những chính trị gia thực dụng thành công nhất".

### Danh sách một vài độc tài nhân từ
- Suharto của Indonesia
- Mustafa Kemal Atatürk của Thổ Nhĩ Kỳ
- Lý Quang Diệu của Singapore
- Napoléon Bonaparte và Napoléon III của Pháp
- Josip Broz Tito của Nam Tư
- Islam Karimov của Uzbekistan